# Кузнецов, Константин Анатольевич
Константин Анатольевич Кузнецов (род. 27 июня 1974, Смоленск) — белорусский артист балета, педагог. Народный артист Республики Белоруссии (2014). Солист Большого театра Белоруссии (2007—2022).

## Биография
Константин Кузнецов родился 27 июня 1974 года в Смоленске. Родители Константина вместе с его родным братом определили в хореографическую секцию в Народном театре балета Смоленского дома работников просвещения. После Константин Кузнецов поступил на обучение в Белорусский государственный хореографический колледж, который окончил в 1992 году.
Свою театральную карьеру начал в 1992 году в музыкальном театре, а с 2007 года — артист балета Большого театра Белоруссии.
В 2005 году окончил Белорусскую академию музыки.
С гастролями выступал в спектаклях Норвежского национального театра (Осло), Хьюстонского балета (США), "Русского камерного балета «Москва» (Россия), Национальной оперы Украины (Киев). Гастролировал в Литве, Украине, Латвии, Франции, Германии, Японии, Молдове и др.
Преподаватель дуэтно-сценического танца в хореографической гимназии. Поставил на Малой сцене Большого театра Белоруссии одноактные балеты «Зал ожидания» (2012) и «Кто я?» (2015).
В браке с Юлией Дятко, артисткой балета, заслуженной артисткой Белоруссии. В семье воспитываются две дочери — Анна и Виктория.
Проживает в Минске.

## Награды
- Народный артист Беларуси (2014).

## Театральные работы
Основные партии:
- «Пер Гюнт» (отец Сальвейг),
- «Ромео и Джульетта» (Ромео, Меркуцио),
- «Семь красавиц» (Визир),
- «Спартак» (Крас),
- «Шесть танцев» (солист),
- «Лауренсия» (Менго, Франдасо),
- «Кармина Бурана» (Аббат),
- «Паяцы» (солист),
- «Жизель» (Альберт, Па-де-де),
- «Корсар» (Ланкедэм, Али),
- «Дон Кихот» (Базиль, Гамаш),
- «Баядерка» (Золотой божок),
- «Спящая красавица» (Дезире, голубая птица, кавалер),
- «Щелкунчик» (принц, Дроссельмейер),
- «Бахчисарайский фонтан» (Нурали),
- «Анюта» (Модест, отец).